# Ирбитский ярмарочный листок
Ирбитский ярмарочный листок — газета, выходившая в городе Ирбите Екатеринбургского уезда ежедневно в течение ярмарочного времени, с 2 февраля 1863 года по 1915 год. В 1873—1874 годах и 1876—1877 годах газета не издавалась.

## Редакторы
Редактор с 1889 года Е. Иконников.